# William Elwin Oliphant
William Elwin Oliphant, född 31 mars 1860 i Kent, England, död februari 1941 i Italien, sångförfattare och frälsningsofficer.
Oliphant var präst i Anglikanska kyrkan och blev officer i Frälsningsarmén 1884. Oliphant var kommendör och ledare för Frälsningsarmén i Belgien och Nederländerna, innan han och hans fru Celestine Oliphant år 1896 blev ledare för Frälsningsarmén i Sverige. År 1901 lämnade de Sverige för motsvarande arbete utomlands, först i Tyskland, och senare i Schweiz och Italien. Pensionerades 1920.
Paret Oliphant gifte sig 1888.
W.E Oliphant erhöll utmärkelsen Order of the British Empire och Riddare av Oranje Nassau Orden 1927.

## Psalmtexter av Oliphant
- Du är ju nog för mig
- Säg, finns en ström som helt från synden renar